# Martha P. Haynes

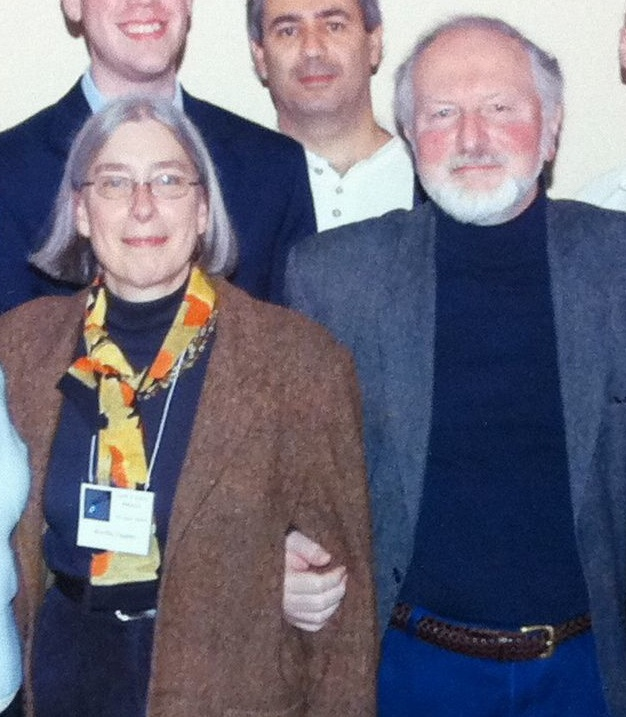
Martha P. Haynes und Riccardo Giovanelli

Martha Patricia Haynes (* 1. Januar 1951 in Boston, Massachusetts) ist eine US-amerikanische Astronomin. 
Haynes studierte am Wellesley College (B.A. 1973) und an der Indiana University (M.A. 1975, PhD 1978). Sie arbeitete bis 1981 am Arecibo-Observatorium (National Astronomy and Ionosphere Center) und wurde dann stellvertretende Leiterin des Green-Bank-Observatoriums. 1983 ging sie an die Cornell University, wo sie Professorin ist.
Ihre Forschung befasst sich mit der räumlichen Verteilung und der Entwicklung von Galaxien, besonders von Spiralgalaxien. Dabei nutzt sie häufig Beobachtungen in der 21cm-Linie atomaren Wasserstoffs, die am Arecibo-Observatorium gewonnen werden.

## Auszeichnungen
- 1989: Henry-Draper-Medaille (mit Riccardo Giovanelli)
- 1999: Mitglied der American Academy of Arts and Sciences
- 2000: Mitglied der National Academy of Sciences
- 2019: Bruce Medal[1]
- 2019: Benennung eines Asteroiden nach ihr: (26744) Marthahaynes[2]
- 2020: Karl G. Jansky Lecture